# Barbacka (TV-program)
Barbacka är ett ungdomsprogram om hästar och ridning som började sändas på Sveriges Television 2004; året efter presenterades programmet även på DVD. Programledare är ryttarinnan Malin Baryard-Johnsson, och med i programmet finns även, Henrik Johnsson, Lena Strander och Christina Hill.